# کرشین (ناحیه پلهریموف)
کرشین (به چکی: Křešín) یک منطقهٔ مسکونی در جمهوری چک است که در ناحیه پلهریموو واقع شده‌است. کرشین ۱۱٫۰۸ کیلومتر مربع مساحت و ۱۴۹ نفر جمعیت دارد و ۵۱۲ متر بالاتر از سطح دریا واقع شده‌است.